# Дунайов
Дунайов (словац. Dunajov) — село в окрузі Чадця Жилінського краю Словаччини. Станом на січень 2017 року в селі проживала 1181 людина.

## Населення
| Рік:            | 1994. | 2004.   | 2014.    | 2024.   |
| --------------- | ----- | ------- | -------- | ------- |
| Кількість осіб: | 907   | 914     | 1187     | 1105    |
| Різниця:        |       | +0,77 % | +29,86 % | -6,90 % |

| Рік:            | 2023. | 2024.   |
| --------------- | ----- | ------- |
| Кількість осіб: | 1104  | 1105    |
| Різниця:        |       | +0,09 % |